# Bradfordsville
Bradfordsville är en ort i Marion County Kentucky, USA. År 2000 hade orten 304 invånare. Den har enligt United States Census Bureau en area på 0,7 km², allt är land.